# Silvio Passerini
Silvio Passerini (Cortona, 1476 - Roma, 20 de abril de 1529) foi um cardeal do século XVII.

## Biografia
Nasceu em Cortona em 1469. De família florentina. Terceiro dos sete filhos de Rosado Passerini e Margherita del Braca. Seu primeiro nome também aparece como Sylvio; e como Filippo Silvio; e seu sobrenome como Passerino.
Ele foi criado e educado na corte de Lorenzo de' Medici e tornou-se muito próximo do filho de Lorenzo, Giovanni, futuro cardeal e futuro Papa Leão X.
Em 1494 foi para Florença e com a ajuda de Mariano Zefferini, um nobre florentino, ingressou ao serviço da família de' Medici e também à carreira eclesiástica. Ele seguiu Giovanni até a frente de batalha e lutou lado a lado com ele na França, onde os dois foram feitos prisioneiros. Apostólico protonotário. Datário do Papa Leão X, setembro de 1513 a junho de 1517. Comissário papal e enviado a Perugia e Úmbria.
Criado cardeal sacerdote no consistório de 1º de julho de 1517; recebeu o chapéu vermelho e o título de S. Lorenzo em Lucina, 6 de julho de 1517.
Administrador da sé de Sarno, 18 de fevereiro de 1518 até 20 de junho de 1519. Optou pelo título de S. Pietro in Vincoli, 17 de setembro de 1520. Renunciou ao título e voltou para o de S. Lorenzo in Lucina, 5 de janeiro , 1521. Eleito bispo de Cortona, 15 de novembro de 1521; ocupou a sé até sua morte. Consagrado (nenhuma informação encontrada). Foi nomeado regente de Alessandro de' Medici, como signore de Florença, e agiu em seu lugar. Ele acumulou cinquenta e cinco benefícios durante este pontificado. Participou do conclave de 1521-1522, que elegeu o Papa Adriano VI. Recebeu, juntamente com os cardeais Giulio de' Medici, Raffaele Petrucci, Niccolò Ridolfi e Giovanni Piccolomini, o novo Papa Adriano VI na sua chegada à Itália, no porto de Livorno. Participou do conclave de 1523, que elegeu o Papa Clemente VII. Legado na Úmbria. Administrador da Sé de Barcelona, 28 de junho de 1525 até sua morte. Administrador da Sé de Assis, de 19 de janeiro de 1526 até sua morte. Quando os Médicis caíram do poder em Florença em 1527, o cardeal teve de deixar aquela cidade e também Cortona. Ele foi um patrono da Renascença que construiu quatro vilas, il Palazzone, um em Bettolle, outro em Petrignano e um terceiro em Piazzano; também apoiou e protegeu artistas como Giorgio Vasari de Arezzo; Andrea del Sarto; e Raffaellino del Garbo. Junto com Alessandro e Ippolito de' Medici, assistiu à primeira apresentação da comédia "Il Mandragola" de Nicolau Maquiavel.
Morreu em Roma em 20 de abril de 1529, Città di Castello, às margens do rio Tibre. Transferido para Roma e sepultado na basílica de S. Lorenzo em Lucina, Roma. Seu sobrinho, Silvio Passerini, arcebispo de Conza, erigiu seu túmulo em 1587 naquela basílica